# Bolnica Svetog Munga za magične ozljede i bolesti
Bolnica sv. Munga za magične bolesti i ozljede imaginarna je bolnica u romanima o Harryju Potteru britanske spisateljice J. K. Rowling.
Bolnicu sv. Munga za magične bolesti i ozljede osnovao je između 1500. i 1600. Mungo Bonham u Londonu. Čarobnjacima je kasnije trebalo neko vrijeme da pronađu odgovarajuće mjesto za bolnicu kako bi mogli neopaženo dolaziti i odlaziti pa su kao paravan odabrali veliku zatvorenu robnu kuću Čistiper d.o.o.
Vidari u sv. Mungu liječe različite bolesti i ozljede povezane s magijom. Zaposlenici nose odore zelene boje. Simbol bolnice sv. Munga sastoji se od čarobnog štapića i kosti.
Bolnica sv. Munga sastoji se od 6 katova:
- Prizemlje - Traumagični odjel
- 1. kat - Napadi magičnih stvorenja
- 2. kat - Magične infekcije
- 3. kat - Trovanje napitcima i biljkama
- 4. kat - Poremećaji i oštećenja izazvani čarolijama
- 5. kat - Čajana za posjetitelje/bolnička trgovina

## Zaposlenici
- vještica na pultu za informacije
- Augustus Pye
- Hipokrat Smethwyck
- Miriam Strout

## Pacijenti
- Katie Bell
  - ukleta ogrlica (HP6)
- Broderick Bode
- Gilderoy Lockhart
  - izbrisao si pamćenje zbog Ronovog neispravnog štapića (HP2)
- Frank i Alice Longbottom
  - psihičke posljedice zbog kletve Cruciatus (Prvi rat)
- Arthur Weasley
  - zmijski ugriz (HP5)
- Minerva McGonagall
  - primila tri čarolije omamljivanja kad se suprotstavila D.Umbridge (HP5)
- Nymphadora Tonks
  - ozlijeđena u bitci u Odjelu tajni (HP5)